# Quoi de neuf Bunny ?
Quoi de neuf Bunny ?, anciennement Bunny Tonic, est un magazine télévisé pour enfants diffusé sur France 4 le dimanche après-midi (anciennement sur France 3 le dimanche matin). Il réunit les héros de Warner Bros..

## Principe
Sur la base de Décode pas Bunny et Bunny et tous ses amis, l'émission est présentée par Bugs Bunny et la plupart des toons de Warner Bros., via des images détournées de cartoons et redoublées. Ces séquences servant de transition, souvent humoristiques, entre des épisodes de séries télévisées d'animation issus du catalogue Warner Bros. : Tom et Jerry, Les Saturdays, Batman, etc..
Certaines émissions ont vu la participation d'invités. Baptiste Lecaplain, Bérengère Krief, Stéphane Bak, Éric Antoine, Kev Adams, Constance ou les comédiens de Plus belle la vie sont passés par le plateau de Bunny Tonic.
Depuis que France 3 commence à diffuser ses programmes au format 16:9, Bunny Tonic ne diffuse que 4 dessins animés (1 téléfilm d'animation, 3 séries d'animation). Les séries de super-héros sont écartés progressivement de la programmation. Le 2 septembre 2018, l'émission change de nom et devient QDN Bunny ?. L'émission est arrêté le 29 mars pendant le confinement jusqu'au 10 mai 2020. Le 5 septembre 2021, juste après les vacances d'été, le programme reprend mais cette fois-ci sur France 4, et s’achève définitivement le 24 décembre 2022.

## Distribution
- Gérard Surugue : Bugs Bunny, Satanas
- Michel Mella : Porky Pig, Speedy Gonzales
- Patrick Préjean : Sylvestre/Grosminet, Sam le Pirate
- Patricia Legrand, Marie-Charlotte Leclaire (remplacement) : Titi
- Barbara Tissier, Patricia Legrand et Marie-Charlotte Leclaire (remplacement) : Mémé
- Patrick Guillemin puis Emmanuel Garijo : Daffy Duck, Taz, Vil Coyote
- Benoît Allemane : Charlie le Coq
- Jean-Loup Horwitz : Marvin le Martien
- Éric Missoffe : Scooby-Doo, Sammy Rogers
- Mathias Kozlowski : Fred Jones, Robin, Krypto
- Céline Melloul : Daphné Blake
- Caroline Pascal : Véra Dinkley
- Stefan Godin : Batman / Bruce Wayne
- Emmanuel Jacomy : Superman / Clark Kent
- Caroline Maillard : Lois Lane

## Diffusion
De 2001 à 2007, l'émission s'appelle Bunny et tous ses amis et est diffusée tous les dimanches de 7 h 30 à 8 h 45 juste après Les Minikeums (2000-2002), T O 3 (2002-2004) et France Truc (2004-2006).
De 2008 à 2018, l'émission s'appelle Bunny Tonic et est diffusée tous les dimanches de 8 h 15 à 11 h 15[réf. nécessaire]. Les héros étant à bord d'un zeppelin dont le ballon est en forme de carotte.
Depuis le 2 septembre 2018, l'émission s'appelle Quoi de neuf Bunny ? (abrégé « QDN Bunny ? ») ; les héros quittent leur zeppelin et s'installent sur terre, en haut d'un gratte-ciel.

## Identité visuelle

Logo de Bunny Tonic (2008-2018).
Logo de Quoi de neuf Bunny ? (2018-2022).

## Déclinaisons

### Batman Tonic
Sur la base de Superbat : Le Temps des héros, Batman Tonic est une émission présentée par Batman qui est accompagné des personnages de la série Ben 10 via des images détournées de cartoons et redoublées. Bugs Bunny fait également quelques apparitions depuis son zeppelin.
Elle est diffusée le 24 octobre 2010 et le 31 octobre 2010 à 7 h 15 avant Bunny Tonic,.
L'émission revient une dernière fois le 14 août 2011 sur la plage horaire de Bunny Tonic pour une Spéciale Green Lantern avec les personnages de La Ligue des justiciers et des Looney Tunes.

### Buzzy Tonic
Diffusé le 21 décembre 2008 et le 28 décembre 2008, Buzzy Tonic est  un jeu où les jeunes téléspectateurs de l'émission jouent en compagnie d'une célébrité,.

### Bunny Tonic Show
Diffusé pour la première fois le 24 avril 2011 et tourné au Théâtre Le Temple, Bunny Tonic Show est une émission où de jeunes humoristes jouaient des sketchs de leur répertoire avec les personnages de la Warner Bros.,.

### Ciné Bunny Tonic
Diffusé durant les congés scolaires le mercredi matin à partir du 4 novembre 2009, Ciné Bunny Tonic est une émission se déroulant dans un cinéma où est diffusé un téléfilm accompagné de cartoons Looney Tunes.

### Autres déclinaisons
Beaucoup de spéciales accueillent des invités comme le chanteur Grégoire et l'humoriste Ariane Brodier, la chanteuse Elisa Tovati et l'humoriste Florent Peyre ou encore la troupe des Kids United.
L'émission accueille régulièrement dans ces spéciales les acteurs de la série Plus belle la vie.
| Titre de la déclinaison                                | Date de 1re diffusion | Participants                                                                | Références |
| ------------------------------------------------------ | --------------------- | --------------------------------------------------------------------------- | ---------- |
| Bunny Tonic : A travers les âges                       | 4 avril 2010          | Vincent Desagnat                                                            | [ 14 ]     |
| Bunny Tonic : Spécial Jessy Matador et l'île d'Oleola  | 23 mai 2010           | Jessy Matador                                                               | ,          |
| Bunny Tonic : Spécial Plus Belle La Vie                | 31 décembre 2010      | Laëtitia Milot Laurent Kerusoré Léa François Marwan Berreni Pierre Martot   | [ 17 ]     |
| Bunny Tonic : Spécial Plus Belle La Vie                | 8 avril 2012          | Stéphane Henon Rebecca Hampton Laurent Kerusoré Léa François                | [ 18 ]     |
| Bunny Tonic Spécial contes et légendes                 | 23 décembre 2012      | Laëtitia Milot Rebecca Hampton Marwan Berreni Franck Sémonin                | [ 19 ]     |
| Bunny Tonic Spécial Pâques : La ruée vers l’œuf        | 31 mars 2013          | Taïg Khris Philippe Candeloro Willy Rovelli Kenza Farah                     | [ 20 ]     |
| Bunny Tonic Spécial remise en forme                    | 15 septembre 2013     | Nicolas Douchez                                                             | ,          |
| Bunny Tonic Spécial contes et légendes                 | 24 décembre 2013      | Alexandre Fabre Marwan Berreni Léa François Anne Décis                      | [ 19 ]     |
| Bunny Tonic à la ferme                                 | 20 avril 2014         | Elisa Tovati Florent Peyre                                                  | [ 23 ]     |
| Bunny Tonic : Spécial Plus Belle La Vie                | 19 octobre 2014       | Léa François Marwan Berreni Geoffrey Piet                                   | ,          |
| Bunny Tonic : Mission cadeaux                          | 21 décembre 2014      | Willy Rovelli Shirley Souagnon Waly Dia Malika Ménard                       | [ 26 ]     |
| Bunny Tonic : Spécial Pâques                           | 5 avril 2015          | Jarry Caroline Vigneaux Eric Antoine                                        | [ 27 ]     |
| Bunny Tonic : Spécial espace                           | 21 juin 2015          | Grégoire Ariane Brodier                                                     | [ 10 ]     |
| Bunny Tonic : Mission Espions !                        | 27 décembre 2015      | Marwan Berreni Léa François Laurent Kerusoré Rebecca Hampton                | ,          |
| Bunny Tonic : Spéciale Pâques                          | 27 mars 2016          | Kids United                                                                 | [ 12 ]     |
| Bunny Tonic Spécial Zoo                                | 15 mai 2016           | Joy Esther Anthony Kavanagh                                                 | [ 30 ]     |
| Bunny Tonic Spécial Noël : Le Seigneur des cadeaux     | 25 décembre 2016      | Jean-Charles Chagachbanian Stéphanie Pareja Éléonore Sarrazin Théo Bertrand | [ 31 ]     |
| Bunny Tonic Spécial Pâques : 20 000 œufs sous les mers | 17 avril 2017         | Eric Antoine Titoff Erika Moulet                                            | [ 32 ]     |
| Bunny Tonic Spécial Noël                               | 24 décembre 2017      | Charles Schneider Sara Mortensen Pauline Bression Marwan Berreni            | [ 33 ]     |
| Quoi de neuf Bunny ? Spéciale Halloween                | 28 octobre 2018       | Kids United Nouvelle Génération                                             | [ 34 ]     |
| Quoi de neuf Bunny ? Spécial Plus Belle La Vie         | 23 décembre 2018      | Laurent Kerusoré Pauline Bression Anne Décis                                | [ 35 ]     |
| Quoi de neuf Bunny ? Spécial Pâques                    | 21 avril 2019         | Angelina Aldebert Alex Goude                                                | [ 36 ]     |
| Quoi de neuf Bunny ? Spéciale Fêtes                    | 29 décembre 2019      | Pierre Martot Jean-Marie Galey Grant Lawrens Pauline Bression               | [ 37 ]     |